# Touch rugbi
El touch rugbi, o touch, és un esport originari d'Austràlia als anys 60, on es practicava com a tècnica d'entrenament pel rugbi. És similar al rugbi, però més simple, i sense gaires requeriments de joc. No hi ha placatges, mêlées, rucks, mauls, touches, ni xuts de pilota.
Per jugar cal una pilota de rugbi (talla 4), un espai on jugar i un grup de gent. És un esport de contacte mínim que es juga arreu del món per homes, dones, joves de qualsevol edat i nivell.
És un esport ràpid, senzill i excitant, que emfatitza les següents aptituds: cursa; destresa i agilitat amb la pilota; passes i recepcions. Desenvolupa els principis bàsics de l'atac i la defensa, amb baix risc de lesionats.
És adequat tant per als neòfits com per als jugadors amb experiència. Es pot jugar en equips masculins, femenins i mixtes. Se sol jugar en l'àmbit social, però també existeixen arreu del món competicions professionals, corporatives, escolars i de veterans.
L'International Rugby Board (IRB), actualment anomenat World Rugby (WR), l'organisme mundial que regula les normes del rugbi a 15 i del rugbi a 7, el novembre de 2010 va publicar el primer esborrany de les regles oficials de Touch Rugbi de l'IRB. Les regles del joc, de fet, exclou la regulació que FIT no va ser reconegut per la Junta. Touch Rugbi de l'IRB es promourà amb el món de rugbi d'etiquetes per totes les federacions de rugbi.
El Touch està regulat internacionalment per la Federació Internacional de Touch (FIT).

## Objectiu del joc
L'objectiu de cada equip és marcar assaigs i impedir que l'adversari en marqui.
Es pot passar, donar o colpejar el baló amb la mà entre jugadors de l'equip atacant sempre que no estiguin fora de joc. El jugador amb el baló pot córrer o passar el baló entre jugadors per tal de guanyar terreny i marcar punts.
La defensa ha d'impedir que l'atac pugui guanyar terreny i marcar tocant l'adversari en possessió del baló. Tant l'atacant com el defensor poden iniciar el toc.

## Els fonaments
- El touch (el toc): Els jugadors dels dos equips han d'utilitzar la mínima força per fer un touch. Un touch es pot fer sobre qualsevol part del cos d'un jugador, la seva roba o la pilota. Després d'un touch, el jugador en possessió de la pilota s'ha d'aturar, tornar a l'indret on s'ha produït el touch (la marca) si ha anat més enllà i rodar el baló entre les seves cames sense pausa (rollball o plant). Després del 6è touch el baló es dona a l'altre equip. Si un touch es considera massa fort es xiularà falta. El demi (la persona que agafa la pilota per iniciar el joc) no pot fer-se tocar mentre es troba en possessió de la pilota. Si el toquessin, la possessió del baló canviaria a favor de l'altre equip, que iniciaria el joc amb un rollball.
- El rollball: El rollball el fa el jugador atacant, en possessió de la pilota, tot seguit d'haver estat tocat, en el mateix lloc on se l'ha tocat. Ha de posicionar-se davant la línia de defensa adversa i ha d'efectuar un rollball entre les seves cames, cap enrere. La pilota no pot rodar més d'un metre enrere, sinó es xiularà falta. Un rollball voluntari es produeix quan un jugador no ha estat tocat i roda la pilota enrere entre les seves cames; això no està permès i serà sancionat amb una falta.
- La falta: Si es xiula una falta a un jugador, el seu equip ha de retrocedir 10 metres del lloc on s'ha produït. Una falta es juga posant el baló a terra, deixant-lo i tocant-lo amb el peu abans d'agafar-lo amb les mans. Aquest gest s'anomena tap.
- Passades: Una passada cap endavant es penalitza, i es considera així quan el jugador en possessió de la pilota l'ha passada cap endavant a un company. Un "touch i passada" succeeix quan un jugador passa el baló després d'haver estat tocat. Es penalitza.
- Fora de joc: Un atacant es troba a fora de joc quan està posicionat davant d'un company seu que es troba en possessió del baló o que acaba de rebre la pilota. Un defensor és a fora de joc quan no ha retrocedit 5 metres des del rollball, o 10 metres en el cas que es tracti d'una falta o de l'inici del joc. Per a tots els fora de joc es xiula una falta.

## Regles generals
- General: Es considera Anar Més Enllà (Over Stepping) o Fora de la Marca (Off the Mark) quan el jugador tocat passa el lloc on l'han tocat. En aquest cas hi haurà penalitat. Quan el baló cau a terra per la raó que sigui, la possessió canvia i el joc es reinicia amb un rollball.[3]
- Obstrucció és falta: La desviació passa a l'inici del joc quan un defensor no recula 5 metres de forma directa cap a una posició vàlida (no fora de joc) i obstrueix l'atacant. En aquest cas també es xiula una falta. Per a ofenses menors (discutir amb un àrbitre i/o jugador, contacte amb l'espatlla, travades, etc.) el jugador haurà d'anar a la banqueta durant 5 minuts sense que el puguin substituir. Les jugades il·lícites (a judici de l'àrbitre) poden resultar en l'exclusió del jugador sense substitució.
- Inici del partit: L'equip visitant comença el partit amb un "tap" des de mig camp. La defensa ha d'estar a 10 metres perquè es pugui iniciar el partit i reprendre el partit després de cada assaig.
- Duració d'un partit: La duració d'un partit pot variar segons les circumstàncies locals corresponents a l'esdeveniment, encara que podríem dir que un partit dura almenys 30 minuts (2 parts de 15 minuts). El temps reglamentari és de 2 x 20.
- Mida del camp: Generalment es juga en la meitat d'un camp de rugbi convencional (o 70 m x 50 m). No es necessiten pals.
- Nombre de jugadors: Els equips consisteixen en un màxim de 14 jugadors, 6 dels quals estan sobre el camp. Es suggereix que els equips tinguin entre 8 i 10 jugadors per tal d'optimitzar la participació de tothom.
- Marcar punts: S'atorga un punt quan un jugador aplana la pilota en la zona d'assaig o sobre la línia d'aquesta zona. El jugador que agafa la pilota del terra després d'un rollball pot entrar amb el baló dins la zona d'assaig però no pot marcar. Després que un equip marqui, l'inici el fa l'equip que no ha marcat des del mig del camp amb un tap.

## Principis generals del joc
- Anar cap endavant: A l'atac, l'objectiu és marcar més assaigs que l'equip contrari; per això s'ha d'avançar cap a la línia d'assaig. A vegades és una bona tàctica avançar cap a les línies laterals per obrir espais per als següents atacs.
- En defensa: S'ha d'intentar reduir l'espai i el temps de l'atacant avançant cap a ell i tocar-lo. Quan més ràpid pugi la defensa, menys camp guanyarà l'atacant cap a la línia d'assaig.
- Sempre donar suport al portador del baló: Un suport proper al portador del baló donarà més opcions d'atac i més temps de possessió del baló. Donar suport vol dir no haver de perdre metres guanyats amb una passada enrere a un company que se situa massa lluny. S'ha de recordar que una passada lateral està permesa i pot arribar a ser una passada molt eficient. També és important intercanviar els jugadors el més sovint possible. Unes cames ben fresques en el camp poden fer la diferència entre perdre i guanyar. Canvieu jugador mentre ataqueu mitjançant la zona d'intercanvis. Després d'un assaig és bo canviar molts jugadors per mantenir la intensitat.